# Gabriel Vasconcellos Ferreira
Gabriel Vasconcelos Ferreira, född 22 september 1992 i Unaí, är en brasiliansk fotbollsmålvakt som spelar för Serie A-klubben Lecce.
Han tog OS-silver i herrfotbollsturneringen vid de olympiska fotbollsturneringarna 2012 i London.

### Webbkällor
- Gabriel på Soccerway (engelska)
- Sports-reference.com (engelska)
- Profil på acmilan.com